# Профессионалы
«Профессионалы» (англ. The Professionals) — американский вестерн режиссёра Ричарда Брукса, вышедший на экран в 1966 году. Экранизация произведения Фрэнка О’Рурка. В ролях — ведущие голливудские звезды того времени. Три номинации на премию «Оскар», в том числе за режиссуру Брукса.

## Сюжет
Богатый техасец Джо Грант приглашает к себе троих мужчин, каждый из которых является профессионалом в своей области, и предлагает им работу — освободить его жену Марию, захваченную мексиканскими революционерами. Лидер группы по имени Рико предлагает Гранту нанять ещё одного человека, уже специалиста по взрывам, для большей уверенности в успешном исходе дела. Богач соглашается, и четвёрка героев, из которых двоим приходилось раньше сталкиваться с главарём мексиканцев Расой, отправляется на поиски красавицы.

## В ролях
- Берт Ланкастер — Билл Долуорт
- Ли Марвин — Генри «Рико» Фардан
- Клаудия Кардинале — миссис Мария Грант
- Роберт Райан — Ханс Эренгард
- Вуди Строуд — Джейк Шарп
- Джек Пэланс — Хесус Раса
- Ральф Беллами — Джо Грант